# Мањаме (река)
Мањаме (раније име Хуњани) је река у Зимбабвеу. Извире неколико километара западно од Марондере. Тече углавном у западном правцу. На јужним ивицама Харареа река је зајажена браном и формира вештачко језеро Чиверо (раније Мекинвејл) које је део рекреативног парка Чиверо а служи као главни извор питке воде за Хараре.